# Гњеждане
Гњеждане је насеље у општини Лепосавић на Косову и Метохији. Припада месној заједници Лепосавић. Село се налази на 14 km западно од Лепосавића са леве стране реке Ибра на планини Рогозни, и граничи се са Градом Новим Пазаром. Куће су лоциране са обе стране Јошанске реке. Нешто даље од села, на северној и северозападној страни се уздижу Велики врх (1174 м) и Црни врх (1101 м), а средња надморска висина села је 784 метара. Могуће је да је село добило назив од речи гнездо, што значи место у којем птице живе и праве своја гнезда. И данас у селу постоји крај који мештани зову Орловача, вероватно по многобројним гнездима орлова кјоа се ту могу видети.
По опстанку село спада у групу старијих насеља јер се назив села први пут помиње у Светостефанској повељи краља Милутина 1325. године.

## Демографија
- попис становништва 1948: 64
- попис становништва 1953: 68
- попис становништва 1961: 88
- попис становништва 1971: 79
- попис становништва 1981: 55
- попис становништва 1991: 38

У насељу 2004. године живи 35 становника и има 10 домаћинстава. Родови који живе у овом селу су : Радовићи, Вучковићи и Несторовићи.